# Адамс (Тенеси)
Адамс (енгл. Adams) град је у америчкој савезној држави Тенеси.

## Демографија
По попису из 2010. године број становника је 633, што је 67 (11,8%) становника више него 2000. године.
| Група             | 2000.       | 2010.       |
| Белци             | 504 (89,0%) | 586 (92,6%) |
| Афроамериканци    | 48 (8,5%)   | 20 (3,2%)   |
| Азијати           | 2 (0,4%)    | 6 (0,9%)    |
| Хиспаноамериканци | 11 (1,9%)   | 16 (2,5%)   |
| Укупно            | 566         | 633         |